# キショウブ
キショウブ（黄菖蒲、学名： Iris pseudacorus ）は、アヤメ科アヤメ属の多年草。帰化植物。

## 特徴
花茎の高さは60-100 cmになる。葉は幅2-3 cm、長さ60-100 cm、剣形で中脈が隆起し明瞭で、縁は全縁。花期は5-6月で、アヤメやノハナショウブと同じ、外花被片が大型の広卵形で先が下に垂れ、内花被片が小型で直立した、黄色の花を咲かせる。外花被片の中央に茶色がかった模様がある。和名は花が黄色であることに由来し、斑入葉や八重咲きなどの園芸種がある。

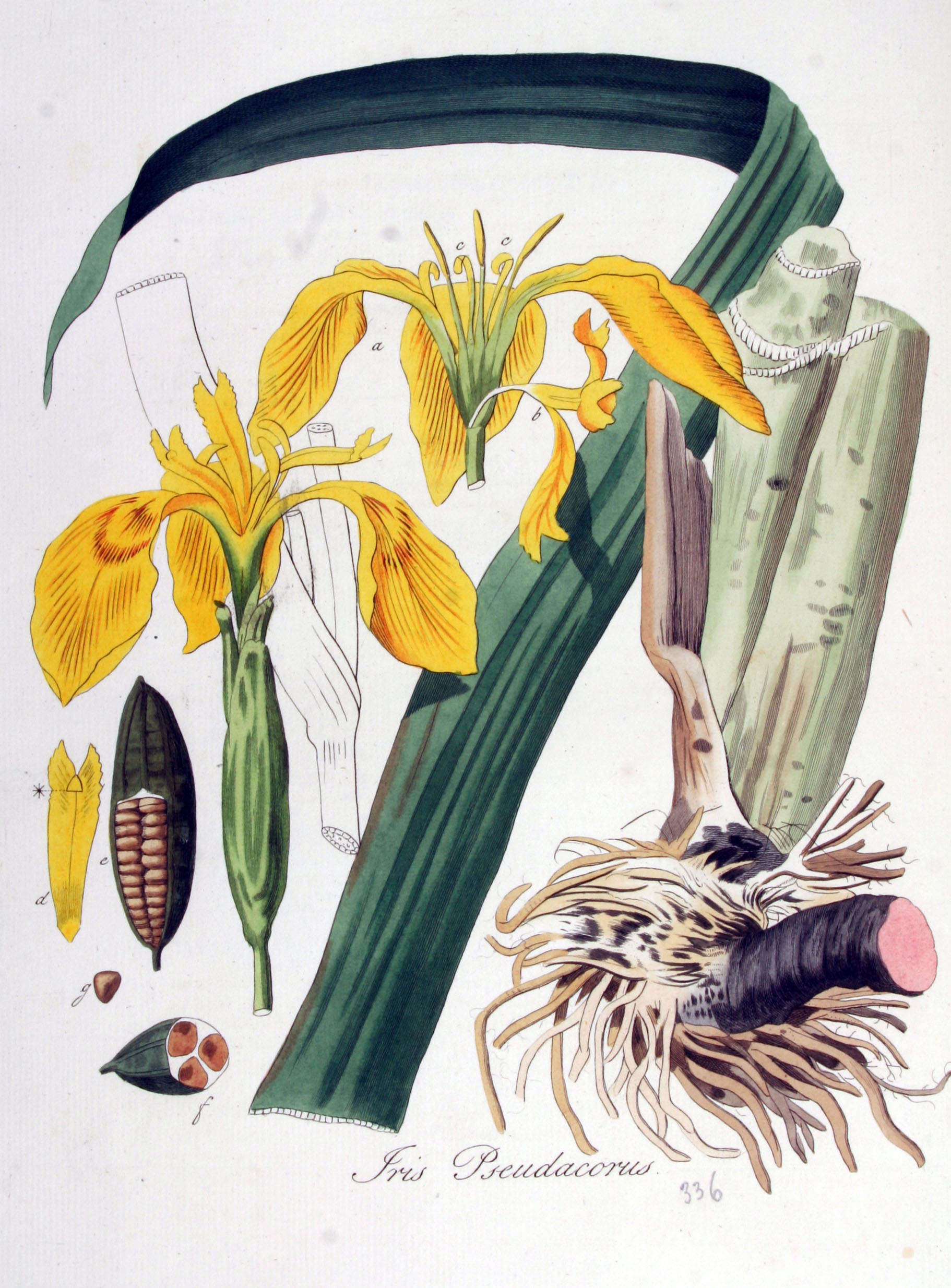
スケッチ
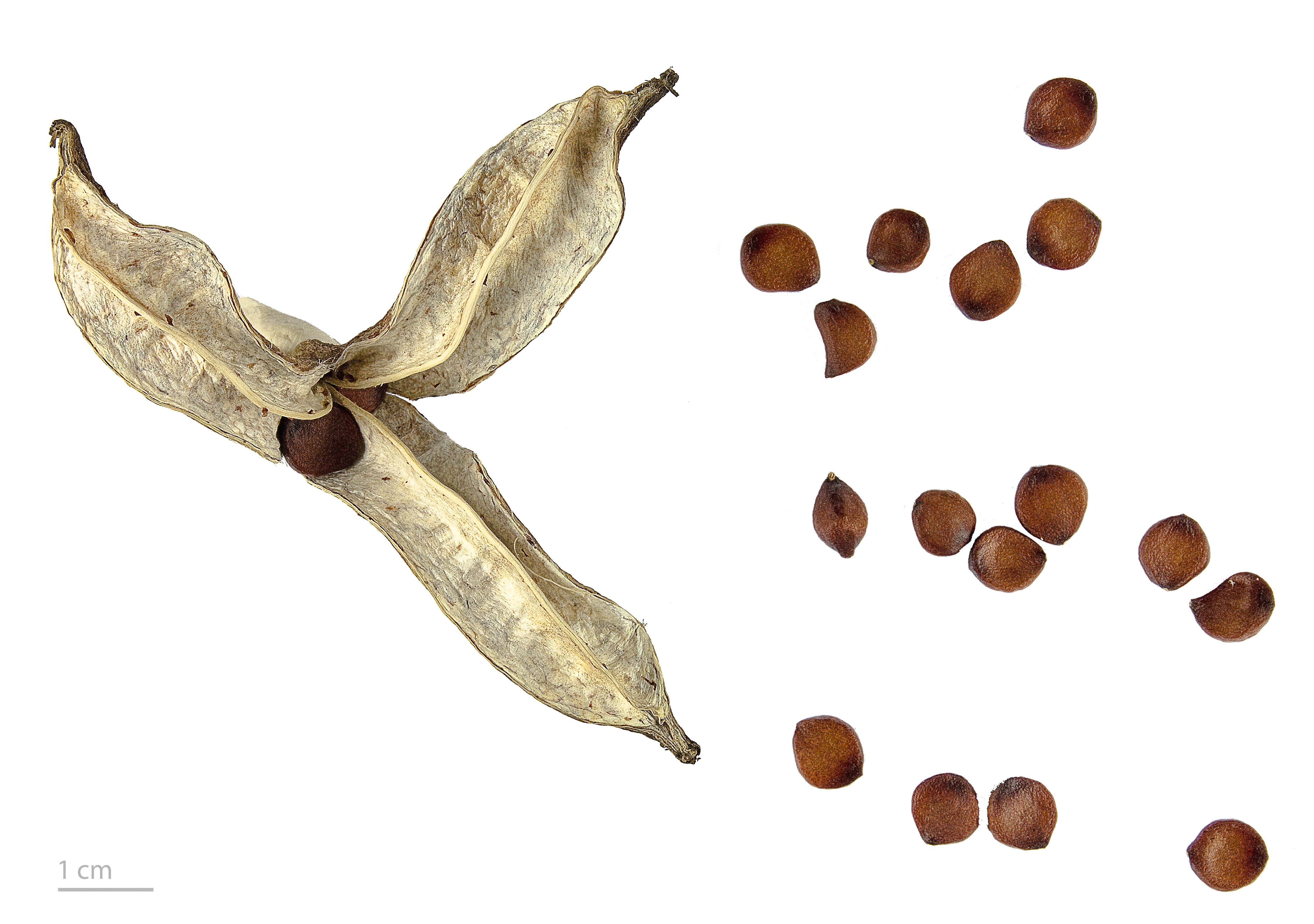
種子

## 分布と生育環境
西アジアからヨーロッパ原産の植物で、明治頃から栽培されていたものが日本全国の水辺や湿地、水田脇に野生化している上に、林縁など湿地以外の場所にもよく生育するため、拡大の懸念がある。
観賞用に栽培されているハナショウブには黄色系の花がないため、その貴重性から重宝されたが、湖沼や河川などへの拡散が問題となっている。
環境省は「要注意外来生物」の一種として「栽培にあたっては、逸出を起こさない」「既に野生化している湖沼等があり、在来種との競合・駆逐等のおそれがある場所については、積極的な防除または分布拡大の抑制策の検討が望まれる」として警戒を呼びかけている。また、日本自然保護協会、日本野鳥の会、世界自然保護基金では生態系に与える影響や侵略性が高いとしている。
水辺に生育し美しい花を咲かせる植物なので、「ビオトープ創出」等のために利用される事がある。